# Péninsule du Cap
La péninsule du Cap est une péninsule d'Afrique du Sud relevant de la municipalité du Cap, dans la province du Cap-Occidental. Située à l'extrême-sud-ouest du continent africain, elle est baignée à l'ouest par l'océan Atlantique et à l'est par False Bay.

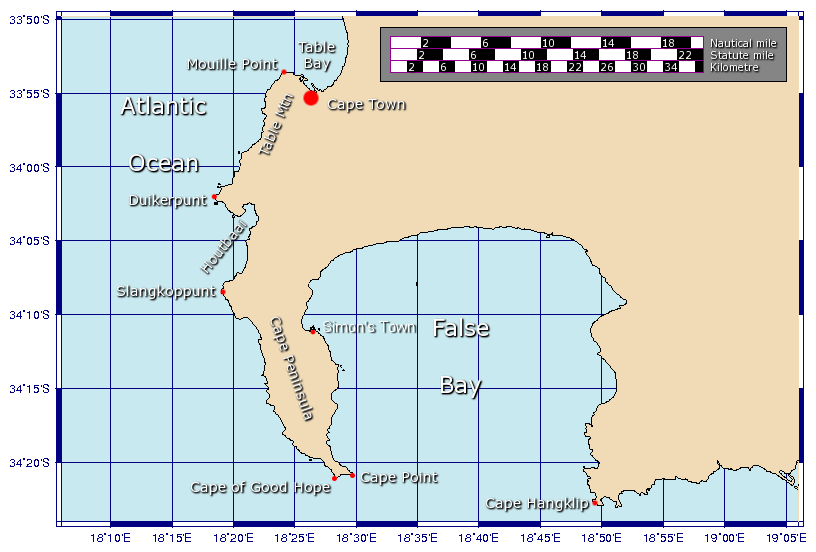
Carte de la péninsule du Cap

S'avançant de 75 km dans l'océan, elle est délimitée au nord par la montagne de la Table et la ville du Cap, tandis qu'au sud elle se termine par le cap de Bonne-Espérance et Cape Point.
Il y a une soixantaine de millions d'années, la péninsule formait une île qui fut ensuite rattachée au continent d'une zone sablonneuse qui forme ce qu'on appelle aujourd'hui la Cape Flats (la « Plaine du Cap »).